# Parnassia grandifolia
Parnassia grandifolia är en benvedsväxtart som beskrevs av Dc. Parnassia grandifolia ingår i släktet Parnassia och familjen Celastraceae. Inga underarter finns listade.